# Pierre Groscolas
Pierre Groscolas, né le 29 octobre 1946 à Lourmel en Algérie française, est un chanteur et compositeur français.

## Biographie

### Débuts
Né le 29 octobre 1946 en Algérie française, à Lourmel, fils de médecin, Pierre Groscolas expulsé d'algérie par le FLN,  comme un million de pieds-noirs, arrive à Toulouse en 1962 où il fait ses études secondaires,.
Avec des amis, ils fondent un groupe, Le Cœur, imprégné du style pop music, anglaise et américaine. Ils interprètent ainsi les Beatles, Jimi Hendrix, The Mamas & the Papas, les Kinks, The Spencer Davis Group, les Who, etc. Ils décident de tenter l’aventure à Paris où ils se produisent dans de nombreux clubs en vogue. Ils sont remarqués par le producteur Eddie Barclay et enregistrent deux 45 tours. Finalement, le groupe se sépare en 1969. Un de ses membres, François Porterie, crée à Toulouse le studio Condorcet auquel on attribue le succès d'un « son » toulousain.

### Succès internationaux
Pierre Groscolas reste à Paris, où il gagne sa vie en tant que guitariste et choriste, notamment avec Eddy Mitchell, tout en proposant ses compositions à des producteurs potentiels. En 1970, il signe avec la maison de disques Tréma pour son premier 45 tours, Fille du vent, qui devient aussi son premier succès en 1971.
L'année suivante, il enregistre de nouveaux titres dont Pour faire un enfant et Le Messager. En 1973, il remporte de nouveaux succès avec L’amour est roi et Au revoir. En 1974, sa chanson Lady Lay remporte un succès international et devient le thème du Carnaval de Rio en 1975,, chanté par 33 écoles de samba et classé dans de nombreux pays (Allemagne, Italie, Pays-Bas, Amérique du Sud[Lesquels ?]). En 1975, la chanson Élise est créée et devient un nouveau succès en France, avec lequel il entame une carrière internationale de compositeur. Élise est adaptée aux États-Unis par l'ancien chanteur des Four Seasons, Frankie Valli, ainsi que Tony Orlando (en), Wayne Newton et Bobby Vinton.
À la sortie de son deuxième album, qu’il réalise entièrement avec Jean-Claude Charvier, le titre Ma jeunesse au fond de l’eau devient un des premiers succès disco internationaux. Une adaptation américaine est créée par Carol Douglas, Midnight Love Affair, qui est bien classée dans les hits aux États-Unis et en Europe durant 1976. La même année apparaissent deux nouveaux 45 tours, Mamalou et L’Homme qui vous plaît, élue meilleure chanson de l’année au Japon.
Entre-temps, il rencontre l’auteur Gilles Thibaut et compose pour Johnny Hallyday l'un des premiers opéras rock français sous la forme d’un double « album concept » intitulé Hamlet, d'après Shakespeare. Il faut un an de production en studio et 143 musiciens pour réaliser le disque dont Roland Guillotel assure la prise de son et le mixage avec Pierre Groscolas, les orchestrations ayant été écrites par Gabriel Yared et Roger Loubet.

### Production indépendante
En 1977, Pierre Groscolas monte un studio d’enregistrement chez lui, où il réalise aussitôt son nouvel album distribué par Pathé Marconi. Lors d’un de ses voyages à Londres, il rencontre Alan O’Duffy, preneur de son de Paul McCartney. Alan et Pierre réalisent ce nouvel album, sur lequel figure notamment la chanson Dans un mois ou dans un an dont le texte est écrit par Christian Ravasco et qui remporte un certain succès.
Dès lors, Pierre Groscolas travaille davantage dans un esprit de groupe qu’il affectionne particulièrement et il découvre Queen, Toto ou encore Huey Lewis. En 1978, le titre Flying Love est classé au Canada. En 1980, Il compose pour Françoise Hardy la chanson Tamalou qui remporte un certain succès populaire. Les orchestrations sont signées par Gabriel Yared. L'année suivante sort un nouveau 45 tours intitulé Et les dieux ?, et en 1982, le maxi 45 tours Attention danger d’amour est réalisé avec Thierry Pastor. En 1983, il enregistre chez le label Flarenasch le nouvel album Amour Amour. En 1984, il enregistre, pour la première fois en anglais, le maxi 45 tours She’s a Lady. En 1985, il reprend Fille du vent. Deux années plus tard, Pierre Groscolas enregistre avec le groupe Awax la chanson Gone with the Wind. En 1988, il sort son nouveau 45 tours intitulé Devine, devine. En 1990, le single Écris des mots d’amour sort chez FAC Productions. Il est aussi choriste pour Nicole Rieu sur son album Pêcheur d'éponges paru en 1993.

### Tournées et nouveaux disques
À partir des années 1990, Pierre Groscolas sillonne les régions françaises. Ainsi, en 1992, il fait une tournée de concerts dans le sud de la France, avec le groupe Test. En 1994, une compilation est commercialisée en France et Belgique des 21 « chansons d’or » distribuées par le label Trema, dont le remix de Lady Lay.
Il enregistre un pot-pourri pour plusieurs émissions de télévision (Sacrée Soirée, La Chance aux chansons, La Fièvre de l’après-midi, Matin Bonheur). Durant l'été 1994, il signe le single Fille du vent. En 1995, il prépare la production d’un nouvel album, dont la sortie est prévue au mois de mai de l'année suivante. La réédition en CD de l’opéra-rock Hamlet, interprété par Johnny Hallyday, est publiée chez Philips. En 1996, il répète son tour de chant avec les musiciens pour la tournée d’été 1996. En 2002, il effectue une tournée avec le journal La Marseillaise. En 2002, il sort un nouvel album chez Sony Music. En 2006, Pierre Groscolas achève la composition de sa deuxième comédie musicale, Alice au pays des merveilles, sur des textes de Gilles Thibaut et Paul Rauzy.
En 2007, il participe au succès de la tournée Âge tendre et têtes de bois, la tournée des idoles pour la saison 2. Il y revient au cours de la saison 4, en novembre 2009 pour remplacer Frank Alamo jusqu'à la fin de la tournée. À partir du 12 janvier 2018, il participe à la tournée Âge tendre, aux côtés notamment de Sheila, Nicoletta, Dave et Patrick Juvet.

## Discographie

### Singles
- 1969 : Bye Bye City / Le Pire et le Meilleur (avec le groupe Le Cœur)
- 1971 : Fille du vent / Jumbo
- 1972 : Pour faire un enfant / Le Messager
- 1972 : L'amour est roi / De l'or
- 1972 : Je retiendrai le temps / Le Vieux Roi
- 1973 : Au revoir / Pas sans amour
- 1973 : Lady Lay / Un jour pas comme les autres
- 1974 : Vite, vite on part / C'est facile à dire
- 1974 : Élise / Ma jeunesse au fond de l'eau
- 1975 : Mamalou / Laisse-moi tranquille
- 1976 : L'Homme qui vous plaît / Une chanson d'amour
- 1977 : Dans un mois ou dans un an / Perdue dans la neige
- 1978 : Les Papillons de nuit / Vis ton rêve
- 1979 : Flying Love / Tout est beau
- 1980 : Tu nous vends du vent / J'peux plus m'en passer
- 1980 : Et les dieux ? / Prends le temps de vivre
- 1981 : Attention danger d'amour / Vivre ou mourir
- 1983 : Amour Amour / J'ai mal
- 1984 : She's a Lady / We Love You
- 1985 : Fille du vent (version 1985) / Rambo
- 1988 : Lady Lay (nouvelle version) / Élise
- 1988 : Devine, devine
- 1990 : Écris des mots d’amour

### Opéra-rock
Hamlet est un album studio opéra-rock de Johnny Hallyday sorti en 1976, entièrement composé par Pierre Groscolas. L'album, très marqué par le rock progressif, est un échec commercial, mais le temps aidant, il est devenu l'une des raretés incontournables de sa discographie. Johnny a beaucoup de mal à digérer l'échec commercial de cette œuvre. La musique est signée Pierre Groscolas, alors au faîte de son art. Cent cinquante musiciens, sans oublier « Rolling » Azoulay, accompagnent Johnny qui incarne l'illustre Hamlet.
Vont alors se succéder mystère (Le spectre du Roi et sa prière), dégoût (L'Orgie, L'Asticot-roi), folie (Je suis fou, On a peur pour lui, Le Cimetière), spleen (Je lis), haine (Pour l'amour) et amour (Ophélie oh folie, Doute) , violence (Tue-le) et détresse (Je l'aimais) jusqu'au drame, avant que le rideau ne tombe.
Johnny, comme à son habitude, vit l'histoire et lui donne sa dimension dramatique. Il s'agit bien d'un album-concept, très en vogue à l'époque, mais l'idée originale d'un opéra-rock est hélas abandonnée, la mode s'étant arrêtée en 1972 avec La Révolution française. Il faut attendre 1979 pour qu'un certain Michel Berger relance le concept avec Starmania. 